# 米爾茨施泰格阿爾卑斯山脈

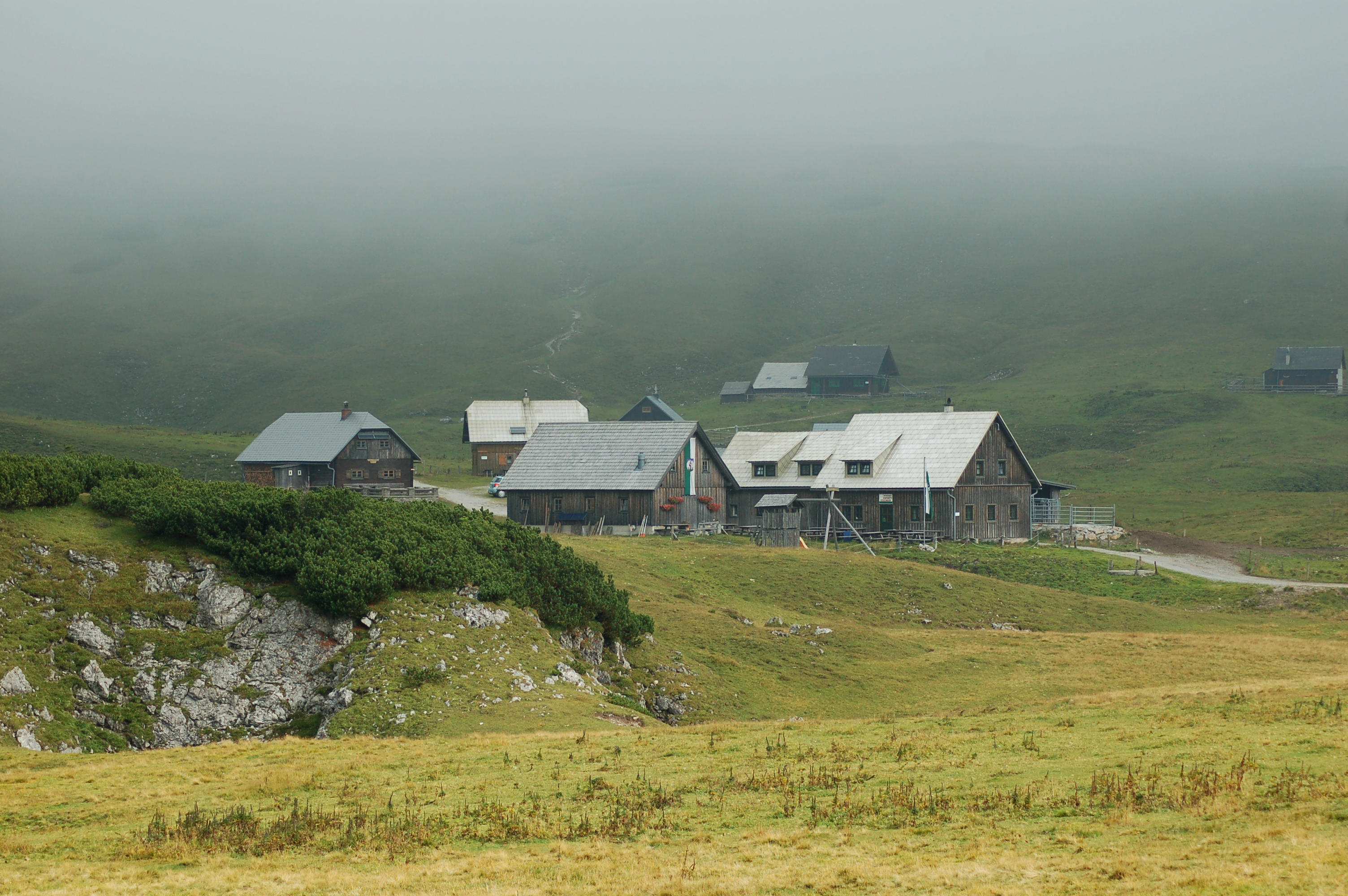

米爾茨施泰格阿爾卑斯山脈（德語：Mürzsteger Alpen）是奧地利的山脈，是北石灰岩山脈的一部分，橫跨施蒂利亞州和下奧地利州，全長40公里，海拔高度1,981米。